# Johan Alfred Hedenström
Johan Alfred Hedenström (i riksdagen kallad Hedenström i Norrköping), född 24 september 1855 i Länghem, död 21 augusti 1931 i Boo församling, var en svensk fabrikör och politiker (liberal).
Johan Alfred Hedenström, som kom från en relativt välbärgad jordbrukarfamilj, grundade år 1880 Norrköpings Tapetfabrik. År 1893 anlade han Ljusfors pappersbruk i Kullerstad, och år 1926 Tollare pappersbruk i Nacka, där han även ägde Tollare gård. Han var aktiv i nykterhetsrörelsen och stiftade år 1885 Norrköpings allmänna nykterhetskommitté.
Han var riksdagsledamot för Liberala samlingspartiet åren 1916-1919 i första kammaren för Östergötlands läns valkrets. I riksdagen var han bland annat suppleant i bankoutskottet vid de lagtima riksdagarna 1918 och 1919.
J. A. Hedenström gifte sig 1879 med Emma Fausta Örnberg (1854–1926). Han överlät 1919 tapetfabriken till sönerna Alfred och Oscar. Den förre blev efter några år ensam ägare till företaget och drev det till sin bortgång 1958.